# Fulcoald (Rouergue)
Fulcoald (lat. Fulcoaldus; † nach 837) war ein fränkischer Adliger im 9. Jahrhundert, missus im Rouergue, und gilt als Stammvater der Raimundiner, des Grafengeschlechts von Toulouse.
Laut einem am 21. Oktober 837 ausgestellten Diplom des fränkischen Königs und römischen Kaisers Ludwig I. des Frommen wurde Fulcoald zusammen mit einem Ragambald zum missus (Königsboten) im pago Rutenico (Rouergue) und Nemausense (Nîmois) ernannt, also zum Sachwalter des Herrschers in diesen Provinzen. Möglich, dass damit auch das Grafenamt des Rouergue verbunden war. 
Aus der Gründungsurkunde der Abtei von Vabres geht hervor, dass Fulcoald mit einer Frau namens Senegundis verheiratet war und dass ihre Söhne Fredelo und Raimund I. waren, die in der Mitte des 9. Jahrhunderts die Grafschaft Toulouse übernehmen konnten.

## Quelle
- Edmond Maynial: Cartulaires des abbayes d'Aniane et de Gellone, Cartulaire de Aniane (Montpellier, 1900), Nr. 13, S. 62
- Étienne Fournial: Cartulaire del' Abbaye de Vabres au Diocese de Rodez (1989), S. 27

| Personendaten    | Personendaten                      |
| ---------------- | ---------------------------------- |
| NAME             | Fulcoald                           |
| ALTERNATIVNAMEN  | Fulcoaldus                         |
| KURZBESCHREIBUNG | fränkischer Adliger                |
| GEBURTSDATUM     | 8. Jahrhundert oder 9. Jahrhundert |
| STERBEDATUM      | nach 837                           |